# كارلوس كالفو
كارلوس كالفو (بالإسبانية: Carlos Andrés Calvo) (2 ديسمبر 1992 في المكسيك - ) هو لاعب كرة قدم مكسيكي في مركز الظهير. لعب مع نادي تولوكا.

## وصلات خارجية
- كارلوس كالفو على موقع إي إس بي إن إف سي (الإنجليزية)
- كارلوس كالفو على موقع قاعدة بيانات كرة القدم.إي يو (الإنجليزية)
- كارلوس كالفو على موقع Soccerway.com (الإنجليزية)
- كارلوس كالفو على موقع AS.com (الإسبانية)